# Triesting
Triesting är ett vattendrag i Österrike.   Det ligger i förbundslandet Niederösterreich, i den östra delen av landet, 14 km söder om huvudstaden Wien.
Trakten runt Triesting består till största delen av jordbruksmark. Runt Triesting är det ganska tätbefolkat, med 214 invånare per kvadratkilometer.